# Сражение у Фидониси
Сражение у Фидониси 3 (14) июля 1788 года — морское сражение русско-турецкой войны 1787—1791 годов между бежавшим после разгрома под Очаковым 18 июня остатком эскадры Османской империи и Севастопольской эскадрой уже почти созданного Черноморского флота России. 
Несмотря на то, что бой у Фидониси (ныне Змеиный) не оказал значительного влияния на ход кампании, это была первая победа Севастопольской эскадры над значительно превосходящими силами противника, имевшая большое психологическое значение.

## Предыстория
18 (29) июня 1788 года русские войска осадили турецкую крепость Очаков. В тот же день из Севастополя в Очаков вышла русская эскадра под командованием контр-адмирала графа М. И. Войновича. В состав эскадры вошли два 66-пушечных линейных корабля, два 50-пушечных фрегата, восемь 40-пушечных фрегатов, один 18-пушечный фрегат, 19 мелких парусных судов и три брандера. Главная задача российской эскадры состояла в том, чтобы не дать возможности бежавшей после разгрома под Очаковым 18 июня турецкой эскадре снова вернуться и оказать помощь осаждённым в Очакове турецким войскам. Также российская эскадра должна была содействовать русским сухопутным войскам под Очаковым и не подпускать эскадру противника к берегам Крыма.

## Ход сражения
Из-за встречных ветров русская эскадра к острову Тендра подошла только 29 июня (10 июля) 1788. Обнаруженный здесь скрывавшийся бежавший остаток турецкой эскадры состоял из 15 линейных кораблей (из них пять 80-пушечных), восьми фрегатов, трех бомбардирских кораблей и 21 мелких судов.
Турецкая эскадра, избегая боя, направилась на юго-запад, преследуемая Севастопольской эскадрой.
Встретились эскадры утром 3 (14) июля 1788 недалеко от дельты Дуная у острова Фидониси (Змеиный). Соотношение сил сторон было неблагоприятно для российских сил. Турецкая эскадра имела 1110 орудий против 550 у русской, вес залпа 2,5:1 (благодаря большему калибру орудий турецких линейных кораблей). Соотношение численного состава команд 10 000 человек турецкой эскадры против 4000 русских экипажей делало неблагоприятным возможный исход абордажной схватки.
Занимая наветренное положение, турецкий флот выстроился в две кильватерные колонны и начал спускаться на русскую линию. Первая колонна турок, возглавляемая самим «Эски-Гассаном», атаковала авангард русских под командой бригадира Ф. Ф. Ушакова, более крупная вторая турецкая колонна пошла на кордебаталию и арьергард.
После недолгой перестрелки с двумя русскими кораблями и 50-пушечными фрегатами на дальней дистанции корабль Эски-Гассана был вынужден выйти из линии боя, при этом он попытался отрезать два фрегата русского авангарда, но к ним на помощь устремился «Святой Павел» Ушакова. Корабль капудан-паши оказался с одного борта под огнём фрегатов, а с другого — корабля Ушакова. Сосредоточенная стрельба русских судов нанесла турецкому флагману серьёзные повреждения, и Эски-Гассан стал стремительно уходить, чтобы погасить пламя пожара.
Флагманский корабль Войновича «Преображение Господне» вел бой с двумя кораблями турецких вице- и контр-адмиралов. Огонь севастопольского флагмана вызвал пожары на кораблях турок. Сначала им удалось потушить пламя, но после повторных возгораний, они повернули и ушли за линию боя. После этого корабль «Преображение» потопил турецкую шебеку.
У севастопольцев повреждения получили 4 фрегата.

## Дальнейшие события и значение сражения

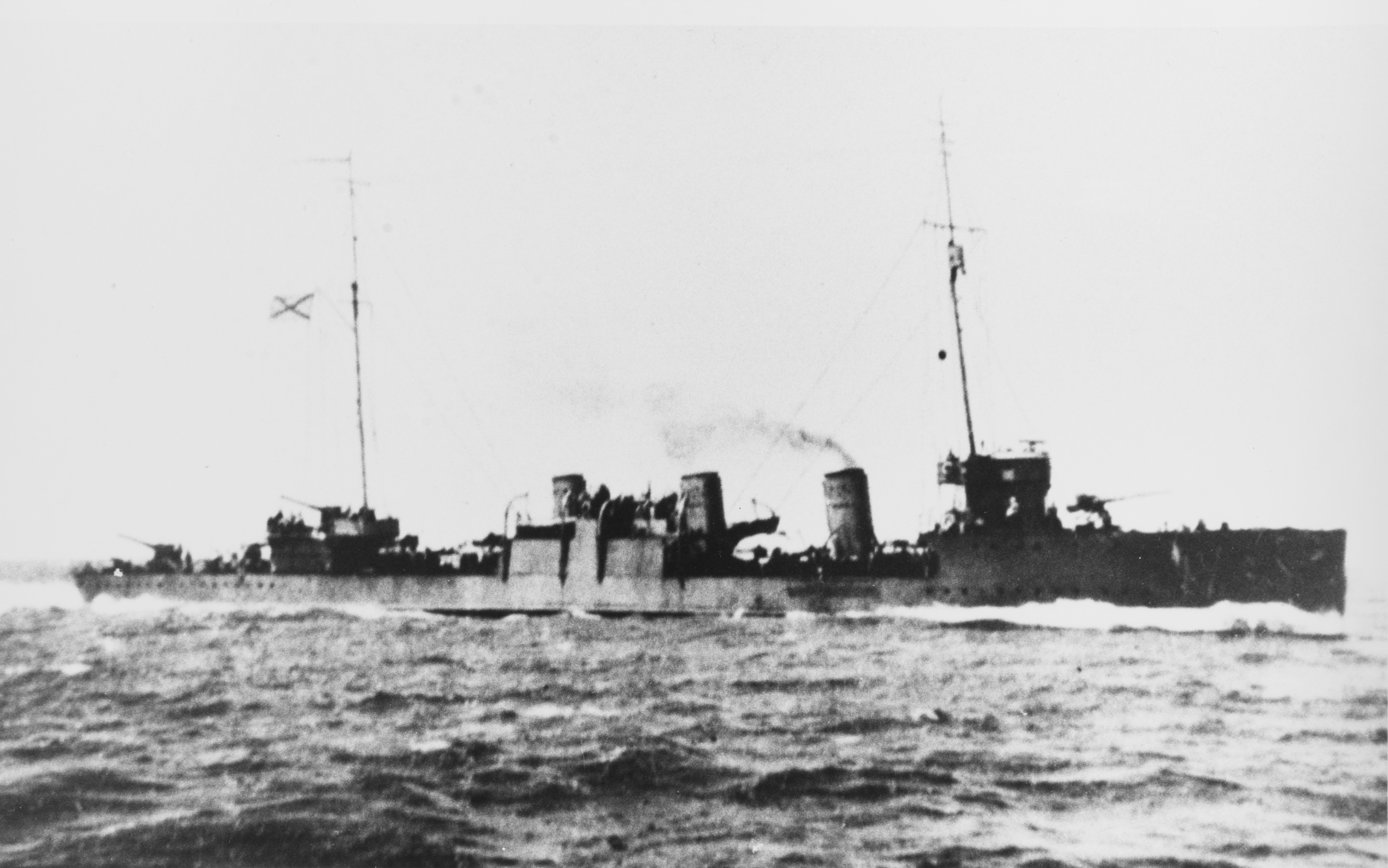
Эсминец Фидониси типа Новик

Турецкий флот был вынужден отступить. Задача русского флота по поддержке сухопутных войск под Очаковым (который был взят только 6 (17) декабря 1788 года) фактически была выполнена. Безоговорочное господство турецкого флота на Чёрном море завершилось. Императрица 28 июля восторженно писала Потемкину: «Действие флота Севастопольского меня много обрадовало: почти невероятно, с какою малою силою Бог помогает бить сильные Турецкие вооружения! Скажи, чем мне обрадовать Войновича? Кресты третьего класса к тебе уже посланы, не уделишь ли ему один, либо шпагу?». Граф М. И. Войнович получил орден Святого Георгия III степени.
В честь этой морской победы название «Фидониси» получил эскадренный миноносец Черноморского флота Российской Империи, вступивший в строй 25 мая (7 июня) 1917 года.